# Großer Preis von Frankreich 1965
Der Große Preis von Frankreich 1965 (offiziell LI Grand Prix de France) fand am 27. Juni auf dem Circuit de Charade in Clermont-Ferrand statt und war das vierte Rennen der Automobil-Weltmeisterschaft 1965.

## Berichte

### Hintergrund

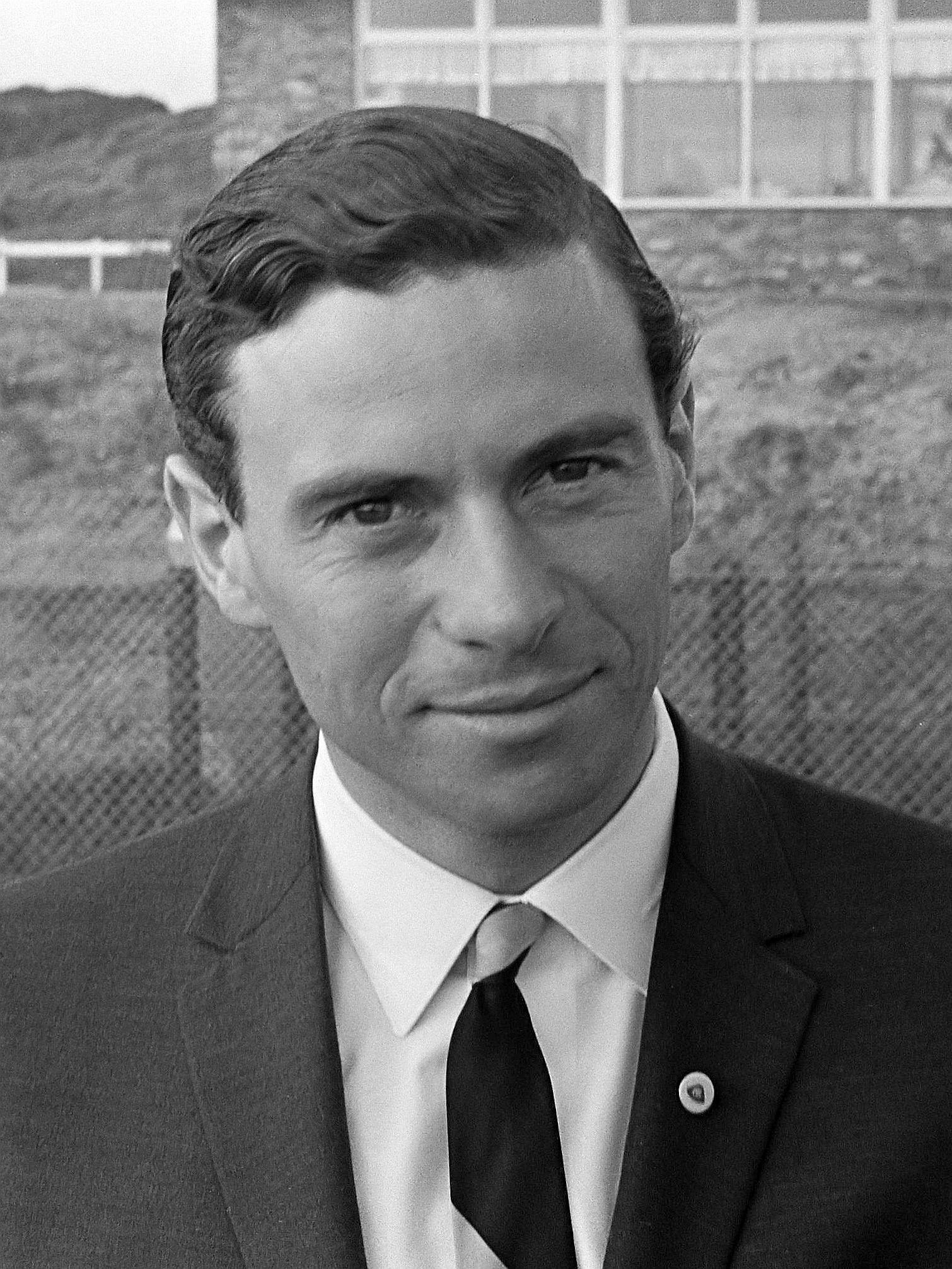
Zweiter Grand Slam der Saison von Jim Clark

Zwischen 1950 und 1964 wechselte der Austragungsort des Großen Preises von Frankreich unregelmäßig zwischen Reims-Gueux und Rouen-les-Essarts. 1965 wurde das Rennen auf einer dritten französischen Rennstrecke gefahren, dem Circuit de Charade. Die in der Mitte von Frankreich gelegene Strecke bestand bereits seit 1958 und wurde anfangs von verschiedenen Rennserien, unter anderem der Formel 2 und Formel 3 genutzt. Mit acht Kilometern Länge zählte sie zu den sehr langen Strecken, vergleichbar mit dem Nürburgring und Spa-Francorchamps. Die Strecke war am Fuße eines Gebirges gebaut worden, wodurch der Streckenverlauf sehr hügelig war. Die Sicherheit war gering, es existierten keine Curbs und keine Auslaufzonen. Die Automobil-Weltmeisterschaft kehrte erst 1969 hierher zurück.
Bei Brabham pausierte Teambesitzer Jack Brabham für ein Rennen und gab das freie Cockpit an Denis Hulme, der sein zweites Rennen in der Automobil-Weltmeisterschaft fuhr. Grund hierfür war, dass Hulme die Strecke bereits aus der Formel 2 kannte und schon öfter gefahren war, Brabham hingegen kannte den Circuit de Charade noch nicht. Beim Team Lotus waren zwei neue Lotus 33 für Jim Clark und Mike Spence gemeldet. Ein alter Lotus 25 fungierte als Ersatzwagen, verfügte aber über einige neue Teile des Lotus 33.
Bei den Teams mit Kundenfahrzeugen gab es nur bei Reg Parnell Racing eine Veränderung in der Fahrerpaarung. Mike Hailwood fuhr weiterhin in der Motorrad-Weltmeisterschaft und Richard Attwood fehlte nach seinem Unfall beim Großen Preis von Belgien verletzungsbedingt. Als Ersatzfahrer wurde Chris Amon gemeldet, zweiter Fahrer des Teams war Innes Ireland. Für Amon war es das erste von insgesamt zwei Saisonrennen. Die Scuderia Centro Sud und John Willment Automobiles pausierten für einen Grand Prix. Ursprünglich plante John Willment Automobiles einen Wagen für Jo Schlesser zu melden. Diese Pläne wurden jedoch nicht umgesetzt, sodass Bob Anderson den freien Platz auf der Meldeliste erhielt. Schlesser debütierte ein Jahr später für Matra Sports in der Automobil-Weltmeisterschaft.
Mit Brabham, Clark und Dan Gurney nahmen drei ehemalige Sieger am Rennen teil, bei den Konstrukteuren hatte zuvor Ferrari sechsmal gewonnen, Cooper, Lotus und Brabham waren jeweils einmal erfolgreich. In der Fahrerwertung führte Clark vor Graham Hill und Jackie Stewart, in der Konstrukteurswertung lag B.R.M. vor Lotus und Ferrari.

### Training
Die erste Trainingssitzung fand am Freitag statt und dauerte zwei Stunden. Die Aufhängung an Clarks Lotus brach, woraufhin Clark sich von Surtees an die Box zurückfahren ließ. Nach Problemen mit den Pedalen verunfallte Hill mit seinem B.R.M. und beschädigte ihn. Außerdem zog er sich eine leichte Nackenverletzung zu und beendete das Training frühzeitig. Die schnellsten Rundenzeiten fuhren die Fahrer, die bereits in den Jahren zuvor im Rahmen von Formel 2 und Formel 3 Rennen auf der Strecke gefahren waren. Hulme lag mit einer Zeit von 3:22,0 Minuten auf dem ersten Platz, Surtees war Zweiter und zwei Sekunden langsamer als Hulme. Eine kuriose Szene ereignete sich am Ende des Trainings, als Irelands Wagen mit einem Getriebeschaden stehen blieb. Ireland wurde zuerst von Joakim Bonnier mitgenommen, dessen Wagen allerdings einige Meter später ebenfalls ausfiel. Daraufhin hielt Richie Ginther mit seinem Honda an und nahm beide Fahrer mit. Diese gefährliche Situation konnte anders nicht gelöst werden, da die Fahrbahn der Strecke der einzige Weg zurück an die Box war, es existierten keine anderen Verbindungen zur Boxengasse innerhalb oder außerhalb des Streckengeländes.
Vor der zweiten Trainingssitzung am Samstag veränderte B.R.M. die Front der Wagen. Sie wurde verkürzt und die Öffnung vergrößert, um den Motor besser zu kühlen. Hill war noch vom Unfall des Vortages gesundheitlich beeinträchtigt und drehte sich erneut von der Strecke. Sein Teamkollege Jackie Stewart hingegen duellierte sich mit Gurney um den ersten Platz. Die schnellste Rundenzeit wurde daraufhin kontinuierlich verbessert. Später im Training verbesserte sich Lorenzo Bandini auf den ersten Platz und auch John Surtees kam an die Zeiten der Spitzengruppe heran. Der Lotus von Clark, dessen Aufhängung repariert worden war, schied mit Motorschaden aus, sodass Clark den Rest des Trainings und auch im Rennen mit dem Ersatzfahrzeug fuhr. Mit diesem Wagen war er der schnellste Fahrer und unterbot Stewarts Zeit um eine halbe Sekunde. Am Ende der zweiten Trainingssitzung verunfallte Spence und beschädigte nach einem Fahrfehler die Aufhängung seines Lotus.
Clark erreichte die zweite Pole-Position der Saison, nachdem er beim Großen Preis von Südafrika zuletzt von Startplatz eins ins Rennen gegangen war. Stewart wurde Zweiter vor den beiden Ferrari-Fahrern Bandini und Surtees, die die identische Zeit fuhren. Dahinter folgten die Brabham von Gurney und Hulme. Ginther erreichte den Startplatz sieben, Amon wurde bester Fahrer mit Kundenfahrzeug auf Rang acht. Cooper qualifizierte im Mittelfeld auf den Plätzen neun und zwölf, mehr als fünf Sekunden langsamer als die Pole-Zeit.

### Rennen
Am Renntag regnete es mehrfach. Zum Start war die Strecke jedoch trocken und die Bewölkung ließ nach. Nach der Aufwärmrunde hatten die beiden B.R.M. technische Probleme, die vor dem Start noch behoben wurden. Beide Fahrzeuge des Reg Parnell Racing Teams mussten angeschoben werden, um die Startaufstellung zu erreichen. Clark übernahm die Führung ab der ersten Kurve und baute sich bereits in der ersten Rennrunde einen Vorsprung auf die Konkurrenz auf, da Bandini sich auf Platz zwei verbesserte und die anderen Fahrer hinter sich aufhielt.
Stewart überholte Bandini in der zweiten Rennrunde und auch Gurney sowie Surtees gingen an Bandini vorbei. In dieser kurzen Zeit baute Clark seinen Vorsprung bereits auf sechs Sekunden aus. Ginther, Spence, McLaren und Hulme kämpften im Mittelfeld um Platz sechs. In Runde drei kollidierte Jochen Rindt mit Amon, drehte sich von der Strecke und fiel aus. Amon setzte das Rennen zunächst fort, schied später aber ebenfalls aus. In Runde vier und neun fielen beide Honda aus. Ursache waren Zündungsprobleme.
An der Spitze vergrößerte Clark seinen Vorsprung auf Stewart kontinuierlich, Stewart wiederum setzte sich vom Rest des Feldes ab. Gurney lag auf dem dritten Platz, schied aber in Runde 16 mit Motorschaden aus, sodass Surtees diese Position übernahm. Zuvor ließ Gurney seinen Motor in der Box reparieren und fuhr anschließend die schnellste Rennrunde. Bandini verlor weitere Plätze und lag hinter Spence und Hulme auf Platz sechs. Spence verlor ebenfalls mehrere Positionen nach Schwierigkeiten mit der Kraftstoffzufuhr. Mit Surtees kam ein weiterer Fahrer mit Motorstörungen an die Box, er setzte das Rennen auf Platz drei fort und lag knapp vor Hulme. In den folgenden Runden hatte ein Großteil des Feldes technische Probleme, die ersten drei Fahrer mit den jeweiligen Motoren, im hinteren Feld verschiedene andere Schwierigkeiten. Nachdem Ireland, Amon, Bonnier und McLaren ausgeschieden waren, verblieben nur noch neun Fahrer im Rennen. Anderson drehte sich in Runde 34 von der Strecke, wurde aber noch auf Rang neun gewertet. Hill meinte nach dem Rennen zu dem Unfall, dass er Andersons Wagen neben der Fahrbahn stehen gesehen habe und anschließend von seinem Rad verfolgt wurde, dem er aber ausweichen konnte. Bandini wurde Achter, nachdem er zwei Runden später ein Rad verlor und verunfallte. Nur sieben Wagen erreichten somit das Ziel.
Clark gewann überlegen das Rennen mit 26 Sekunden Vorsprung auf Stewart. Es war sein zweiter Sieg in Folge und der dritte der Saison nach vier gefahrenen Rennen. Außerdem führte er jede Runde des Grand Prix an und fuhr die schnellste Rennrunde. Er erzielte damit einen Grand Slam. Für Clark war es bereits der zweite Grand Slam der Saison. Auf die Überlegenheit von Clark mit einem zwei Jahre alten Wagen angesprochen, sagte Lotus-Teamchef Colin Chapman nach dem Rennen, Clark sei eines seiner typischen Rennen gefahren. Er halte Clark für den besten Rennfahrer, den die Welt je gesehen habe. Es war Clarks zweiter und letzter Sieg beim Großen Preis von Frankreich.
Surtees kam mit mehr als zwei Minuten Rückstand auf Rang drei im Ziel an, Hulme wurde Vierter und erreichte die erste Punkteplatzierung seiner Karriere. Hill und Siffert bekamen Punkte für die Ränge fünf und sechs. Spence wurde Siebter. In der Fahrerwertung blieben die ersten fünf Ränge unverändert, Clark baute seinen Vorsprung auf zehn Punkte aus. Auf dem zweiten Platz lagen Hill und Stewart punktgleich. In der Konstrukteurswertung zog Lotus an B.R.M. vorbei und übernahm die Führung mit zwei Zählern Vorsprung. Ferrari blieb Dritter mit elf Punkten Rückstand.

## Meldeliste
| Team                        | Nr. | Fahrer          | Chassis      | Motor           | Reifen |
| --------------------------- | --- | --------------- | ------------ | --------------- | ------ |
| Scuderia Ferrari SpA SEFAC  | 02  | John Surtees    | Ferrari 158  | Ferrari 1.5 V8  | D      |
| Scuderia Ferrari SpA SEFAC  | 04  | Lorenzo Bandini | Ferrari 1512 | Ferrari 1.5 V12 | D      |
| Team Lotus                  | 06  | Jim Clark       | Lotus 33     | Climax 1.5 V8   | D      |
| Team Lotus                  | 06  | Jim Clark       | Lotus 25     | Climax 1.5 V8   | D      |
| Team Lotus                  | 08  | Mike Spence     | Lotus 33     | Climax 1.5 V8   | D      |
| Owen Racing Organisation    | 10  | Graham Hill     | BRM P261     | BRM 1.5 V8      | D      |
| Owen Racing Organisation    | 12  | Jackie Stewart  | BRM P261     | BRM 1.5 V8      | D      |
| Brabham Racing Organisation | 14  | Dan Gurney      | Brabham BT11 | Climax 1.5 V8   | G      |
| Brabham Racing Organisation | 16  | Denis Hulme     | Brabham BT11 | Climax 1.5 V8   | G      |
| Cooper Car Company          | 18  | Bruce McLaren   | Cooper T77   | Climax 1.5 V8   | D      |
| Cooper Car Company          | 20  | Jochen Rindt    | Cooper T77   | Climax 1.5 V8   | D      |
| Reg Parnell Racing          | 22  | Innes Ireland   | Lotus 25     | BRM 1.5 V8      | D      |
| Reg Parnell Racing          | 24  | Chris Amon      | Lotus 25     | BRM 1.5 V8      | D      |
| Honda R&D Co.               | 26  | Richie Ginther  | Honda RA272  | Honda 1.5 V12   | G      |
| Honda R&D Co.               | 28  | Ronnie Bucknum  | Honda RA272  | Honda 1.5 V12   | G      |
| DW Racing Enterprises       | 30  | Bob Anderson    | Brabham BT11 | Climax 1.5 V8   | D      |
| Rob Walker Racing Team      | 34  | Joakim Bonnier  | Brabham BT7  | Climax 1.5 V8   | D      |
| Rob Walker Racing Team      | 36  | Joseph Siffert  | Brabham BT11 | BRM 1.5 V8      | D      |

Anmerkungen
1. 1 2  Jim Clark fuhr beide Wagen im Training und den Lotus 25 mit der Nummer 6 im Rennen.

## Klassifikationen

### Startaufstellung
| Pos. | Fahrer          | Konstrukteur   | Zeit   | Ø-Geschwindigkeit | Start |
| ---- | --------------- | -------------- | ------ | ----------------- | ----- |
| 01   | Jim Clark       | Lotus-Climax   | 3:18,3 | 146,23 km/h       | 01    |
| 02   | Jackie Stewart  | B.R.M.         | 3:18,8 | 145,87 km/h       | 02    |
| 03   | Lorenzo Bandini | Ferrari        | 3:19,1 | 145,65 km/h       | 03    |
| 04   | John Surtees    | Ferrari        | 3:19,1 | 145,65 km/h       | 04    |
| 05   | Dan Gurney      | Brabham-Climax | 3:19,8 | 145,14 km/h       | 05    |
| 06   | Denis Hulme     | Brabham-Climax | 3:20,5 | 144,63 km/h       | 06    |
| 07   | Richie Ginther  | Honda          | 3:21,4 | 143,98 km/h       | 07    |
| 08   | Chris Amon      | Lotus-B.R.M.   | 3:23,0 | 142,85 km/h       | 08    |
| 09   | Bruce McLaren   | Cooper-Climax  | 3:23,2 | 142,71 km/h       | 09    |
| 10   | Mike Spence     | Lotus-Climax   | 3:23,4 | 142,57 km/h       | 10    |
| 11   | Joakim Bonnier  | Brabham-Climax | 3:23,4 | 142,57 km/h       | 11    |
| 12   | Jochen Rindt    | Cooper-Climax  | 3:23,6 | 142,43 km/h       | 12    |
| 13   | Graham Hill     | B.R.M.         | 3:23,7 | 142,36 km/h       | 13    |
| 14   | Joseph Siffert  | Brabham-B.R.M. | 3:25,2 | 141,32 km/h       | 14    |
| 15   | Bob Anderson    | Brabham-Climax | 3:26,0 | 140,77 km/h       | 15    |
| 16   | Ronnie Bucknum  | Honda          | 3:26,3 | 140,56 km/h       | 16    |
| 17   | Innes Ireland   | Lotus-B.R.M.   | 3:30,5 | 137,76 km/h       | 17    |

### Rennen
| Pos. | Fahrer          | Konstrukteur   | Runden | Stopps | Zeit       | Start | Schnellste Runde |
| ---- | --------------- | -------------- | ------ | ------ | ---------- | ----- | ---------------- |
| 01   | Jim Clark       | Lotus-Climax   | 40     | 0      | 2:14:38,4  | 01    | 3:18,9           |
| 02   | Jackie Stewart  | B.R.M.         | 40     | 0      | + 26,3     | 02    |                  |
| 03   | John Surtees    | Ferrari        | 40     | 1      | + 2:33,5   | 04    |                  |
| 04   | Denis Hulme     | Brabham-Climax | 40     | 0      | + 2:35,1   | 06    |                  |
| 05   | Graham Hill     | B.R.M.         | 39     | 0      | + 1 Runde  | 13    |                  |
| 06   | Joseph Siffert  | Brabham-B.R.M. | 39     | 0      | + 1 Runde  | 14    |                  |
| 07   | Mike Spence     | Lotus-Climax   | 39     | 0      | + 1 Runde  | 10    |                  |
| 08   | Lorenzo Bandini | Ferrari        | 36     | 0      | + 4 Runden | 03    |                  |
| 09   | Bob Anderson    | Brabham-Climax | 34     | 0      | + 6 Runden | 15    |                  |
| –    | Bruce McLaren   | Cooper-Climax  | 23     | 0      | DNF        | 09    |                  |
| –    | Joakim Bonnier  | Brabham-Climax | 21     | 0      | DNF        | 11    |                  |
| –    | Chris Amon      | Lotus-B.R.M.   | 20     | 0      | DNF        | 08    |                  |
| –    | Innes Ireland   | Lotus-B.R.M.   | 18     | 0      | DNF        | 17    |                  |
| –    | Dan Gurney      | Brabham-Climax | 16     | 1      | DNF        | 05    |                  |
| –    | Richie Ginther  | Honda          | 9      | 0      | DNF        | 07    |                  |
| –    | Ronnie Bucknum  | Honda          | 4      | 0      | DNF        | 16    |                  |
| –    | Jochen Rindt    | Cooper-Climax  | 3      | 0      | DNF        | 12    |                  |

## WM-Stände nach dem Rennen
Die ersten sechs des Rennens bekamen 9, 6, 4, 3, 2, 1 Punkte. Es zählten nur die sechs besten Ergebnisse aus zehn Rennen. In der Konstrukteurswertung zählten dabei nur die Punkte des bestplatzierten Fahrers eines Teams.

### Fahrerwertung
| Pos. | Fahrer          | Konstrukteur                | Punkte |
| ---- | --------------- | --------------------------- | ------ |
| 01   | Jim Clark       | Lotus-Climax                | 27     |
| 03   | Graham Hill     | B.R.M.                      | 17     |
| 03   | Jackie Stewart  | B.R.M.                      | 17     |
| 04   | John Surtees    | Ferrari                     | 13     |
| 05   | Bruce McLaren   | Cooper-Climax               | 8      |
| 06   | Lorenzo Bandini | Ferrari                     | 6      |
| 07   | Denis Hulme     | Brabham-Climax              | 6      |
| 08   | Jack Brabham    | Brabham-Climax              | 3      |
| 09   | Joseph Siffert  | Brabham-B.R.M.              | 2      |
| 10   | Mike Spence     | Lotus-Climax                | 1      |
| 11   | Richie Ginther  | Honda                       | 0      |
| 12   | Joakim Bonnier  | Brabham-Climax              | 0      |
| 13   | Paul Hawkins    | Lotus-Climax / Brabham-Ford | 0      |
| 14   | Bob Anderson    | Brabham-Climax              | 0      |
| 15   | Peter de Klerk  | Alfa Romeo                  | 0      |

| Pos. | Fahrer          | Konstrukteur   | Punkte |
| ---- | --------------- | -------------- | ------ |
| 16   | Dan Gurney      | Brabham-Climax | 0      |
| 17   | Tony Maggs      | Lotus-B.R.M.   | 0      |
| 18   | Jochen Rindt    | Cooper-Climax  | 0      |
| 19   | Frank Gardner   | Brabham-B.R.M. | 0      |
| 20   | Lucien Bianchi  | B.R.M.         | 0      |
| 21   | Innes Ireland   | Lotus-B.R.M.   | 0      |
| 22   | Sam Tingle      | LDS-Alfa Romeo | 0      |
| 23   | Richard Attwood | Lotus-B.R.M.   | 0      |
| 24   | David Prophet   | Brabham-Ford   | 0      |
| 25   | Ronnie Bucknum  | Honda          | 0      |
| –    | Masten Gregory  | B.R.M.         | 0      |
| –    | John Love       | Cooper-Climax  | 0      |
| –    | Mike Hailwood   | Lotus-B.R.M.   | 0      |
| –    | Chris Amon      | Lotus-B.R.M.   | 0      |

### Konstrukteurswertung
| Pos. | Konstrukteur   | Punkte |
| ---- | -------------- | ------ |
| 01   | Lotus-Climax   | 27     |
| 02   | B.R.M.         | 25     |
| 03   | Ferrari        | 16     |
| 04   | Cooper-Climax  | 8      |
| 05   | Brabham-Climax | 6      |
| 06   | Brabham-B.R.M. | 2      |

| Pos. | Konstrukteur   | Punkte |
| ---- | -------------- | ------ |
| 07   | Honda          | 1      |
| 08   | Brabham-Ford   | 0      |
| 09   | Alfa Romeo     | 0      |
| 10   | Lotus-B.R.M.   | 0      |
| 11   | LDS-Alfa Romeo | 0      |